# アイソノミー
アイソノミー（Isonomy、1875年 - 1891年）はイギリスの競走馬、種牡馬。長距離を得意とし、三大カップレース（アスコットゴールドカップ、グッドウッドカップ、ドンカスターカップ）を制した。種牡馬としても2頭のイギリスクラシック三冠馬を輩出するなどしその子孫はアイソノミー系とも呼ばれた。

## 生涯
アイソノミーは生まれたときから体が小さく、成熟してからも15.2ハンド（約154.4センチメートル）しかなかった。しかし運動能力と心臓、根性は素晴らしいものを持っていた。ジョン・ポーター調教師が1歳馬を見るためにヤードレイスタッドを訪れたとき、最も小さい馬が群れのなかで一番前に行くように他馬の間を縫う様にして進んでいることに気がつき、その素質を見抜いてスポンサーの一人であるフレデリック・グレットンに薦め360ギニーで購入した。辞書で"iso"から始まる単語を探し、"Isonomy"（法と権利は平等）と名づけた。
ポーターの元で調教が行われたアイソノミーは2歳でデビューし2歳時は3戦1勝の成績をのこした。ポーターはこの成績に満足しクラシックでも勝負になると考えていたが、グレットンは古馬相手となるケンブリッジシャーハンデキャップにのみ出走させるようにポーターに指示した。結局3歳になっても10月になるまで他の競走には出走せず、約1年ぶりにケンブリッジシャーハンデキャップに出走した。歴戦の古馬らが出走する中、負担重量99ポンド（約44.9キログラム）のアイソノミーのオッズは40-1とだれも見向きもしていなかった。しかしここで完勝し、観戦していた人々は大いに驚いた。このとき4着にはいったのがすでにグッドウッドカップとドンカスターカップを勝っていた6歳のハンプトンであった。グレットンはこの競走でアイソノミーに賭け、42,000ポンドを得ていた。
4歳になったアイソノミーは8戦して6勝の成績を残す。緒戦のニューマーケットハンデキャップではアメリカのパロルの2着となったが、アスコットゴールドヴァーズではダービー･セントレジャーの二冠を達成したシルヴィオに勝利し、アスコットゴールドカップではダービー2着のインスレイアに勝利した。グッドウッドカップでは一度敗れたパロルを3着に下して勝利し、ブライトンゴールドカップでは136ポンド、グレートエボルハンデキャップでは134ポンドを背負ったが勝利した。そしてドンカスターカップでも勝利し同一年に三大カップレースを制する偉業を達成した。その後アリシドンがでるまでの70年間はアイソノミーだけの記録であった。
5歳ではマンチェスターカップを138ポンドを背負いながら勝利、アスコットゴールドカップでは連覇を果たした。

### 競走成績
- 2歳（3戦1勝）
- 3歳（1戦1勝）
  - ケンブリッジシャーハンデキャップ
- 4歳（8戦6勝）
  - ブライトンゴールドカップ、グッドウッドカップ、アスコットゴールドカップ、ドンカスターカップ、アスコットゴールドヴァーズ
  - 2着ニューマーケットハンデキャップ
- 5歳（2戦2勝）
  - マンチェスターカップ、アスコットゴールドカップ

## 引退後
引退後は種牡馬となった。同時期にハンプトンやガロピン、セントサイモンがいたためリーディングサイアーにはなれなかったが、コモンとアイシングラスという2頭の三冠馬を輩出し種牡馬としても成功した。アイシングラスはイギリス牝馬三冠馬のラフレッシュとの仔でジョンオガウントを輩出しスウィンフォード、ブランドフォードと父系を伸ばした。
ガリニュールは競走成績はいまひとつだったが種牡馬として成功しセントサイモン全盛期に英愛リーディングサイアーを獲得し、プリティーポリーらを輩出した。ガリニュール産駒のガロンは日本に輸入され当時のチャンピオン決定戦である連合二哩の勝ち馬を輩出するなど大成功を収めた。しかしガリニュールの直系は20世紀中ごろに途絶え、コモンの直系はベルギーで続いていたが20世紀末には途絶えた。現在残っている父系はアイシングラスの子孫のみである。
アイソノミーは1891年4月2日、拡張型心筋症により死亡した。

### 代表産駒
- Common/コモン（1888年生、イギリス三冠）
- Isinglass/アイシングラス（1890年生、イギリス三冠、エクリプスステークスなど）
- Gallinule/ガリニュール（1884年生、Pretty Pollyの父）
- Seabreeze/シーブリーズ（1885年生、オークス、セントレジャーステークス）
- Ravensbury/レイヴンズベリー（1890年生、イギリス三冠全2着）

## 血統表
| アイソノミー (Isonomy)の血統（エクリプス系 / Birdcatcher (Faugh-a-Balleagh) 3×4.4=25.00%、Sir Hercules 4×5.5.5=15.63%） | アイソノミー (Isonomy)の血統（エクリプス系 / Birdcatcher (Faugh-a-Balleagh) 3×4.4=25.00%、Sir Hercules 4×5.5.5=15.63%） | アイソノミー (Isonomy)の血統（エクリプス系 / Birdcatcher (Faugh-a-Balleagh) 3×4.4=25.00%、Sir Hercules 4×5.5.5=15.63%） | （血統表の出典）       | （血統表の出典） |
| 父 Sterling 1868 鹿毛                                                                                                   | 父の父Oxford 1857 栗毛                                                                                                  | Birdcatcher | Sir Hercules           | Sir Hercules     |
| 父 Sterling 1868 鹿毛                                                                                                   | 父の父Oxford 1857 栗毛                                                                                                  | Birdcatcher | Guccioli               |                  |
| 父 Sterling 1868 鹿毛                                                                                                   | 父の父Oxford 1857 栗毛                                                                                                  | Honey Dear | Plenipotentiary        | Plenipotentiary  |
| 父 Sterling 1868 鹿毛                                                                                                   | 父の父Oxford 1857 栗毛                                                                                                  | Honey Dear | My Dear                |                  |
| 父 Sterling 1868 鹿毛                                                                                                   | 父の母Whisper 1857 鹿毛                                                                                                 | Flatcather | Touchstone             | Touchstone       |
| 父 Sterling 1868 鹿毛                                                                                                   | 父の母Whisper 1857 鹿毛                                                                                                 | Flatcather | Decoy                  |                  |
| 父 Sterling 1868 鹿毛                                                                                                   | 父の母Whisper 1857 鹿毛                                                                                                 | Silence | Melbourne              | Melbourne        |
| 父 Sterling 1868 鹿毛                                                                                                   | 父の母Whisper 1857 鹿毛                                                                                                 | Silence | Secret                 |                  |
| 母 Isola Bella 1868 栗毛                                                                                                | 母の父Stockwell 1849 栗毛                                                                                               | The Baron | Birdcatcher            | Birdcatcher      |
| 母 Isola Bella 1868 栗毛                                                                                                | 母の父Stockwell 1849 栗毛                                                                                               | The Baron | Echidna                |                  |
| 母 Isola Bella 1868 栗毛                                                                                                | 母の父Stockwell 1849 栗毛                                                                                               | Pocahontas | Glencoe                | Glencoe          |
| 母 Isola Bella 1868 栗毛                                                                                                | 母の父Stockwell 1849 栗毛                                                                                               | Pocahontas | Marpessa               |                  |
| 母 Isola Bella 1868 栗毛                                                                                                | 母の母Isoline 1847 栗毛                                                                                                 | Ethelbert | Faugh-a-Ballagh        | Faugh-a-Ballagh  |
| 母 Isola Bella 1868 栗毛                                                                                                | 母の母Isoline 1847 栗毛                                                                                                 | Ethelbert | Espoir                 |                  |
| 母 Isola Bella 1868 栗毛                                                                                                | 母の母Isoline 1847 栗毛                                                                                                 | Bassishaw | The Prime Warden       | The Prime Warden |
| 母 Isola Bella 1868 栗毛                                                                                                | 母の母Isoline 1847 栗毛                                                                                                 | Bassishaw | Miss Whinney F-No.19-a |                  |